# Mostra de Venise 1955
La Mostra de Venise 1955 s'est déroulée du 25 août au 9 septembre 1955.

## Jury
- Mario Gromo (président, Italie), Jacques Doniol-Valcroze (France), Arthur Knight (É.-U.), Roger Manvell (Grande-Bretagne), Piero Gadda Conti (Italie), Emilio Loreno (Italie), Domenico Meccoli (Italie), Carlo Ludovico Ragghianti (Italie).

## Palmarès

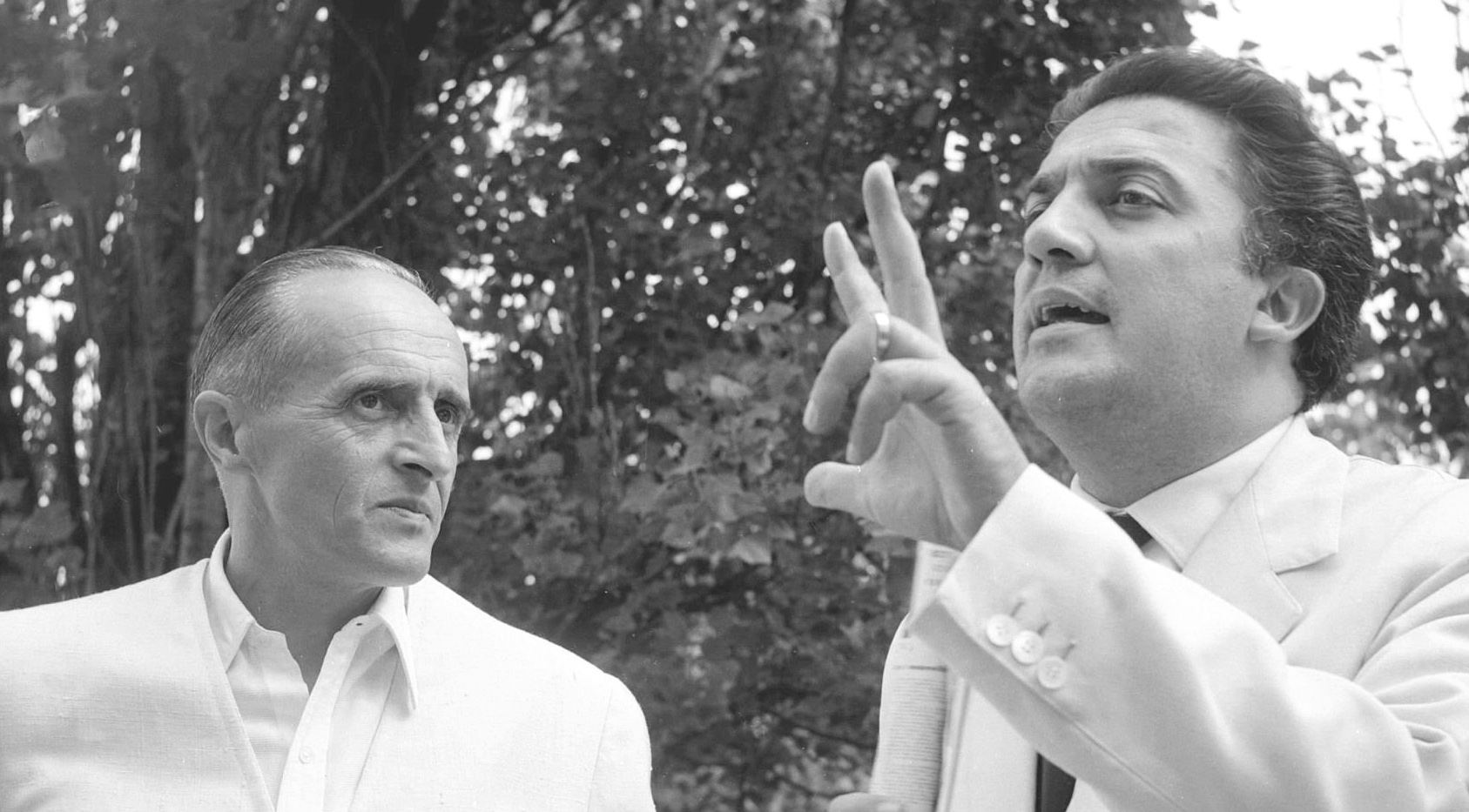
Les réalisateurs René Clair (à gauche), aux côtés de Federico Fellini (à droite), lors du Festival en septembre 1955.

- Lion d'or pour le meilleur film : La Parole de Carl Theodor Dreyer
- Coupe Volpi de la meilleure interprétation masculine : Kenneth More pour L'Autre Homme d'Anatole Litvak et Curd Jürgens pour Les héros sont fatigués de Yves Ciampi
- Coupe Volpi de la meilleure interprétation féminine : pas de récompense cette année